# Staškovce, Stropkov
Staškovce este o comună slovacă, aflată în districtul Stropkov din regiunea Prešov. Localitatea se află la altitudinea de 271 m deasupra n.m., se întinde pe o suprafață de 8,45 km2 și în 2017 număra 253 de locuitori.

## Istoric
Localitatea Staškovce este atestată documentar din 1408.

## Demografie
| An:                | 1994 | 2004   | 2014   | 2024  |
| ------------------ | ---- | ------ | ------ | ----- |
| Număr de persoane: | 275  | 277    | 250    | 236   |
| Diferență:         |      | +0,72% | −9,74% | −5,6% |

| An:                | 2023 | 2024   |
| ------------------ | ---- | ------ |
| Număr de persoane: | 242  | 236    |
| Diferență:         |      | −2,47% |